# Relais 4 x 100 mètres 4 nages masculin aux Jeux olympiques d'été de 2020
Navigation
Rio 2016 Paris 2024
Le relais 4 × 100 m 4 nages hommes est une épreuve des Jeux olympiques d'été de 2020 qui a eu lieu les 30 juillet et 1er août 2021 au Centre aquatique olympique de Tokyo.

## Records
Avant cette compétition, les records dans cette discipline étaient :
| Record du monde  | 3:27.28 | États-Unis Aaron Peirsol (52.19) Eric Shanteau (58.57) Michael Phelps (49.72) David Walters (46.80) | 2 août 2009  | Rome, Italie           |
| Record olympique | 3:27.95 | États-Unis Ryan Murphy (51.85) Cody Miller (59.03) Michael Phelps (50.33) Nathan Adrian (46.74)     | 13 août 2016 | Rio de Janeiro, Brésil |

Le record suivant a été établi pendant la compétition :
| Date     | Tour   | Noms                                                                                 | Nationalité | Temps   | Record |
| -------- | ------ | ------------------------------------------------------------------------------------ | ----------- | ------- | ------ |
| 1er août | Finale | Ryan Murphy (52.31) Michael Andrew (58.49) Caeleb Dressel (49.03) Zach Apple (46.95) | États-Unis  | 3:26.78 | WR     |

## Programme
L'épreuve de relais 4 × 100 m 4 nages se déroule sur deux jours selon le programme suivant :
Tous les horaires correspondent à l'UTC+9
| Date                     | Horaire | Manche |
| ------------------------ | ------- | ------ |
| Vendredi 30 juillet 2021 | 21 h 10 | Séries |
| Dimanche 1er août 2021   | 11 h 36 | Finale |

## Médaillés
| Or | Argent                                                                       | Bronze                                                                       |
| États-Unis Ryan Murphy Michael Andrew Caeleb Dressel Zach Apple Hunter Armstrong Blake Pieroni Thomas Shields Andrew Wilson | Grande-Bretagne Luke Greenbank James Guy Adam Peaty Duncan Scott James Wilby | Italie Thomas Ceccon Nicolò Martinenghi Federico Burdisso Alessandro Miressi |

## Résultats

### Séries
Les huit meilleures équipes se qualifient pour les demi-finales.
| Rang | Série | Ligne    | Équipe                                                                     | Nageurs | Temps   | Remarques |
| ---- | ----- | -------- | -------------------------------------------------------------------------- | --- | ------- | --------- |
| 1    | 1     | 5        | Italie                                                                     | Thomas Ceccon (53.20) Nicolò Martinenghi (57.94) Federico Burdisso (51.46) Alessandro Miressi (47.42)               | 3:30.02 | Q         |
| 2    | 2     | 4        | Grande-Bretagne                                                            | Luke Greenbank (53.79) James Wilby (59.16) James Guy (50.77) Duncan Scott (47.75)                                   | 3:31.47 | Q         |
| 3    | 2     | 5        | ROC                                                                        | Grigoriy Tarasevich (53.20) Anton Chupkov (59.55) Mikhail Vekovishchev (51.20) Vladislav Grinev (47.71)             | 3:31.66 | Q         |
| 4    | 1     | 6        | Chine                                                                      | Xu Jiayu (52.82) Yan Zibei (58.32) Sun Jiajun (51.81) He Junyi (48.77)                                              | 3:31.72 | Q         |
| 5    | 2     | 3        | Japon                                                                      | Ryosuke Irie (53.20) Ryuya Mura (59.62) Naoki Mizunuma (51.42) Katsumi Nakamura (47.78)                             | 3:32.02 | Q         |
| 6    | 1     | 3        | Australie                                                                  | Mitch Larkin (53.46) Zac Stubblety-Cook (59.11) David Morgan (51.97) Kyle Chalmers (47.54)                          | 3:32.08 | Q         |
| 7    | 1     | 4        | États-Unis                                                                 | Hunter Armstrong (53.51) Andrew Wilson (59.20) Tom Shields (51.33) Blake Pieroni (48.25)                            | 3:32.29 | Q         |
| 8    | 1     | 1        | Canada                                                                     | Markus Thormeyer (53.66) Gabe Mastromatteo (59.97) Joshua Liendo (50.92) Yuri Kisil (47.82)                         | 3:32.37 | Q         |
| 9    | 1     | 2        | Pologne                                                                    | Kacper Stokowski (54.67) Jan Kozakiewicz (59.24) Jakub Majerski (50.66) Jakub Kraska (48.05)                        | 3:32.62 | NR        |
| 10   | 2     | 2        | France                                                                     | Yohann Ndoye Brouard (52.77) Antoine Viquerat (59.94) Léon Marchand (52.05) Mehdy Metella (48.65)                   | 3:33.41 |           |
| 11   | 2     | 7        | Allemagne                                                                  | Marek Ulrich (54.52) Lucas Matzerath (58.70) Marius Kusch (52.38) Damian Wierling (48.48)                           | 3:34.08 |           |
| 12   | 1     | 7        | Biélorussie                                                                | Mikita Tsmyh (55.50) Ilya Shymanovich (58.20) Yauhen Tsurkin (52.38) Artsiom Machekin (48.74)                       | 3:34.82 |           |
| 13   | 1     | 8        | Hongrie                                                                    | Richárd Bohus (53.51) Tamás Takács (1:00.57) Hubert Kós (51.94) Péter Holoda (48.89)                                | 3:34.91 |           |
| 14   | 2     | 1        | Grèce                                                                      | Eyaggelos Makrygiannis (54.07) Konstadinos Meretsolias (1:00.62) Andreas Vazaios (53.36) Apostolos Christou (48.23) | 3:36.28 |           |
|      | 2     | 6        | Brésil                                                                     | Guilherme Guido (54.11) Felipe Lima Vinicius Lanza Marcelo Chierighini                                              | DSQ     |           |
| 2    | 8     | Lituanie | Danas Rapšys (54.71) Andrius Šidlauskas Deividas Margevičius Simonas Bilis | | DSQ     |           |

### Finale
Les États-Unis ont remporté la finale du relais 4 × 100 m 4 nages en battant le record du monde.
| Rang | Ligne | Pays            | Nageurs                                                                                               | Temps   | Remarques |
| ---- | ----- | --------------- | --- | ------- | --------- |
| 1    | 1     | États-Unis      | Ryan Murphy (52.31) Michael Andrew (58.49) Caeleb Dressel (49.03) Zach Apple (46.95)                  | 3:26.78 | WR        |
| 2    | 5     | Grande-Bretagne | Luke Greenbank (53.63) Adam Peaty (56.53) James Guy (50.27) Duncan Scott (47.08)                      | 3:27.51 | AR        |
| 3    | 4     | Italie          | Thomas Ceccon (52.52) Nicolò Martinenghi (58.11) Federico Burdisso (51.07) Alessandro Miressi (47.47) | 3:29.17 | NR        |
| 4    | 3     | ROC             | Evgeny Rylov (52.82) Kirill Prigoda (59.06) Andrey Minakov (50.31) Kliment Kolesnikov (47.03)         | 3:29.22 |           |
| 5    | 7     | Australie       | Mitch Larkin (53.19) Zac Stubblety-Cook (58.67) Matthew Temple (50.78) Kyle Chalmers (46.96)          | 3:29.60 |           |
| 6    | 2     | Japon           | Ryosuke Irie (53.05) Ryuya Mura (58.94) Naoki Mizunuma (50.88) Katsumi Nakamura (47.04)               | 3:29.91 | AR        |
| 7    | 8     | Canada          | Markus Thormeyer (53.69) Gabe Mastromatteo (59.67) Joshua Liendo (51.02) Yuri Kisil (48.04)           | 3:32.42 |           |
|      | 6     | Chine           | Xu Jiayu (52.77) Yan Zibei (58.35) Sun Jiajun He Junyi                                                | DSQ     |           |